# Morten Øllegaard
Morten Øllegaard, né le 6 février 1988, est un coureur cycliste danois.

## Palmarès et résultats

### Palmarès sur route
- 2012
  - 3e de la Post Cup
- 2013
  - 2e du championnat du Danemark sur route
  - 3e de la Post Cup
- 2014
  - Grand Prix Herning
  - 2e de la Post Cup
  - 3e de la Destination Thy
- 2015
  - 3e de la Post Cup
- 2017
  - 2e de la Scandinavian Race Uppsala

### Classements mondiaux
| Année           | 2013 | 2014 | 2015 | 2016 | 2017 |
| --------------- | ---- | ---- | ---- | ---- | ---- |
| UCI Europe Tour | 407e | 245e | 699e |      | 738e |

### Palmarès sur piste
- 2006
  -  Champion du Danemark du kilomètre juniors
  - 3e du championnat du Danemark de poursuite juniors
  - 3e du championnat du Danemark de poursuite par équipes